# Jesco Wirthgen
Jesco Wirthgen (* 1. Januar 1977) ist ein deutscher Schauspieler, Synchronsprecher, Hörspielsprecher, Dialogbuchautor und Dialogregisseur. Er synchronisiert unter anderem Steven Yeun in The Walking Dead. Wirthgen lebt in Berlin.

## Synchronarbeiten (Auszug)

### Filme
- 2005: L’Esquive für Hafet Ben–Ahmed als Fathi
- 2007: Evil für Argiris Thanasoulas als Argyris
- 2008: Weirdsville für Wes Bentley als Royce
- 2008: Boy Eats Girl für Laurence Kinlan als Henry
- 2008: Strays – Lebe Dein Leben für T.K. Kirkland als Rodney
- 2008: Jagd im Eis für Tómas Lemarquis als Siggi
- 2009: Last of the Living für Ashleigh Southam als Ash
- 2009: A Brush With Death für Nicholls Melancon als Rankin
- 2010: Nora Roberts – Verschlungene Wege für Derek Hamilton als William „Lo“ Butler
- 2011: Die 12 Weihnachts-Dates für Stephan James als Michael
- 2011: Attack the Block für John Boyega als Moses
- 2011: Die Schlümpfe für Kenan Thompson als Fauli
- 2011: Atemlos – Gefährliche Wahrheit für Denzel Whitaker als Gilly
- 2013: The Wolf of Wall Street für Henry Zebrowski als Alden Kupferberg
- 2015: Fifty Shades of Grey für Luke Grimes als Elliot Grey
- 2016: Robinson Crusoe als Rufus
- 2017: Fifty Shades of Grey – Gefährliche Liebe für Luke Grimes als Elliot Grey

### Serien
- 2002–2008: The Wire für J.D. Williams als Preston „Bodie“ Broadus
- 2006–2008: Neds ultimativer Schulwahnsinn für Matthew Olivares als Crony
- 2006–2008: Yu-Gi-Oh! GX für Hiroshi Shimozaki als Tyranno Hassleberry
- 2006–2008: Chalk Zone – Die Zauberkreide für Candi Milo als Schlägertyp Schmitt
- 2007: Ghost Whisperer – Stimmen aus dem Jenseits für Max Adler als Craig
- 2007–2008: Alles Betty! (8 Folgen) für Max Greenfield als Nick Pepper
- 2007–2014: Johnny Test für Lee Tockar als Bling Bling Boy / Eugene
- 2008, 2010: Greek (1. und 2. Staffel) für Daniel Weaver als Ben Bennett
- 2009: True Jackson für Matt Shively als Ryan
- 2009–2010: 10-8: Officers on Duty für Travis Schuldt als Chase Williams
- 2009–2011: Troop – Die Monsterjäger für David Del Rio als Felix Garcia
- 2010–2016: The Walking Dead für Steven Yeun als Glenn Rhee
- 2011: Pop Pixie als Floxy
- 2011–2012: Angel Beats! für Michael Rivas als T.K.
- 2011–2014: Boardwalk Empire für Michael Zegen als Benny Ziegel
- 2011–2012, 2015: Glee für Max Adler als Dave Karofsky
- 2011–2013: Highschool Halleluja für Brian Alexander White als Alex Horatio P. Rodriguez
- 2013–2016: Willkommen in Gravity Falls für Alex Hirsch als Bill Cipher
- 2014–2016: Pac-Man und die Geisterabenteuer als Zusätzliche Stimmen
- 2015–2019: Mr. Robot für Michael Drayer als Cisco
- seit 2021: GhostForce als Zusätzliche Stimmen
- 2022: Transformers: Botbots für Deven Mack als Dinger
- 2023: The Continental: Aus der Welt von John Wick für Dan Li als Waisenmeister
- 2024: Hier kommen die Batwheels für Nick A. Fisher als Nightbike

## Filmografie
- 2001: Polizeiruf 110 – Bei Klingelzeichen Mord
- 2002: Rosa Roth (zwei Folgen)
- 2003: Tatort – Atlantis
- 2004: Balko …. Benno Rottlinger (Folge Giftzwerge)
- 2004, 2006: SOKO Leipzig (zwei Folgen)